# Пожег (нижний приток Вычегды)
Пожег (тж. Пожёг) — река в России, протекает по Республике Коми, исток реки находится в Архангельской области. Устье реки находится в 341 км от устья Вычегды по левому берегу, у посёлка Усть-Пожег. Длина реки составляет 137 км, площадь водосборного бассейна — 2480 км².
На реке стоят населённые пункты сельского поселения «Слудка» Сыктывдинского района: посёлок сельского типа Новоипатово, деревни Шыладор, Ипатово, Прокопьевка, село Слудка и посёлок Усть-Пожег.

## Притоки
(указано расстояние от устья)
- 1 км: Пычим (пр)
- 6 км: Позялэм (лв)
- 26 км: Воим (пр)
- 30 км: Сан (лв)
- 41 км: Пойбыр (лв)
- 44 км: Лэпъю (пр)
- 61 км: Лёч (пр)
- 71 км: Чёрная (лв)
- 85 км: Малая Бадья (пр)
- 87 км: Большая Бадья (лв)
- Шод (лв)
- 106 км: Нилыдзь (пр)
- 121 км: Пожегшор (пр)

## Данные водного реестра
По данным государственного водного реестра России относится к Двинско-Печорскому бассейновому округу, водохозяйственный участок реки — Вычегда от города Сыктывкар и до устья, речной подбассейн реки — Вычегда. Речной бассейн реки — Северная Двина.
Код объекта в государственном водном реестре — 03020200212103000020282.